# 아르빈드 케지리왈
아르빈드 케지리왈(힌디어: अरविंद केजरीवाल, 영어: Arvind Kejriwal, 1968년 8월 16일~)은 인도의 정치인으로, 2차례 델리 주총리를 지냈다.

## 생애
1968년 8월 16일 인도 하리아나주 시와니에서 태어났다. 인도 공과대학교 카라그푸르에서 기계 공학을 전공해 1989년 졸업하였으며, 같은 해부터 3년 동안 타타 스틸에서 근무하였다. 이후 관료 고시에 합격해서 1995년부터 조세청에서 근무하던 중 파리바르탄이라는 단체를 조직, 공개된 정부 기록을 확인하여 기관 내 자금 횡령들을 일반 시민들에게 알리는 활동에 나섰다. 이러한 노력으로 2006년 막사이사이상을 수상하였다. 같은 해 조세청 관직에서 물러나 공익연구재단이라는 시민 단체를 설립하여 활동하던 중 2011년부터 인도 국민회의를 향하여 불거진 반부패 운동에 가담, 잔로크발법의 통과를 적극적으로 요구하였다.